# Wilhelm Konrad Hermann Müller

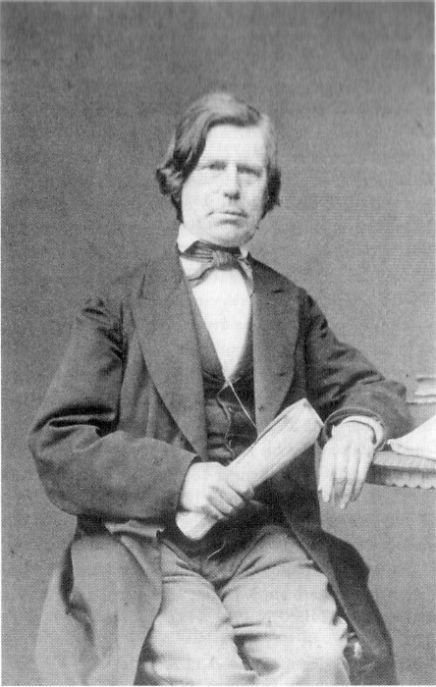
Wilhelm Müller

Wilhelm Konrad Hermann Müller (* 27. Mai 1812 in Holzminden; † 4. Januar 1890 in Göttingen) war ein deutscher Germanist. 

## Leben
Müller stammte aus der Familie eines Steuerbeamten. 1832 schloss er das Gymnasium in Holzminden ab und studierte danach in Göttingen. Am 13. Juni 1837 legte er das Staatsexamen in Geschichte und Deutsch ab. Danach lehrte er in Göttingen weiter und erstellte zusammen mit Georg Schambach eine Sammlung von Sagen und Märchen.
Georg Friedrich Beneckes nachgelassene Vorarbeiten zu einer Sammlung des mittelhochdeutschen Wörterschatzes verwerteten Müller und Friedrich Zarncke im Mittelhochdeutschen Wörterbuch.

## Schriften
- System und Geschichte der altdeutschen Religion. Vandenhoeck und Ruprecht, Göttingen 1844 (Digitalisat in der Google-Buchsuche).
- mit Georg Schambach: Niedersächsische Sagen und Märchen. Aus dem Munde des Volkes gesammelt und mit Anmerkungen und Abhandlungen herausgegeben. Vandenhoeck und Ruprecht, Göttingen 1855 (Digitalisat in der Google-Buchsuche).
- (als Herausgeber): Briefe der Brüder Jacob und Wilhelm Grimm an Georg Friedrich Benecke aus den Jahren 1808–1829. Vandenhoeck und Ruprecht, Göttingen 1889 (Digitalisat).